# Gaudium et spes

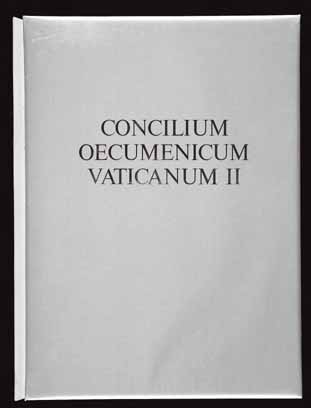
Zweites Vatikanisches Konzil

Gaudium et spes (GS) (lat. Freude und Hoffnung) heißt – nach ihren Anfangsworten – die Pastoralkonstitution über die Kirche in der Welt von heute, die im Verlauf des Zweiten Vatikanischen Konzils erarbeitet und am 7. Dezember 1965 von Papst Paul VI. promulgiert wurde.
Das Konzilsdokument behandelt den Bezug der Kirche zur Welt.

## Entstehung
Dem Zweiten Vatikanischen Konzil (1962–1965) lagen zu Beginn über 70 unterschiedlichste Arbeitsentwürfe (Schemata) zur Beratung vor. Diese wurden im Verlauf der vier Sitzungsperioden teilweise gekürzt, teilweise zusammengefasst oder auch gestrichen. Der Text von Gaudium et spes war dagegen ein neuer Entwurf der Konzilsväter selbst, der unter dem Eindruck der Eröffnungsansprache Johannes XXIII. und auf Initiative vieler Bischöfe erst während des Konzils entstand. Der als Schema XIII zur Debatte stehende Entwurf wurde äußerst engagiert, bei vielen Gesichtspunkten und Absätzen auch sehr kontrovers diskutiert.
Anders als noch in der Enzyklika Humani generis von Pius XII., die sich kritisch mit der Moderne der Nachkriegszeit befasste, wünschten die Konzilsväter eine positive Positionsbeschreibung. Viele ihrer Grundzüge sind an die Enzykliken Mater et magistra und Pacem in terris (1961/1963) von Papst Johannes XXIII. angelehnt. In der letzten Konzilssitzung am 7. Dezember 1965 stimmten die Konzilsväter über Gaudium et spes ab. Von 2393 Bischöfen stimmten 2309 zu („placet“), 75 lehnten ab („non placet“), 7 enthielten sich.

## Aufbau und Titel
Die Konstitution ist in zwei Teile geteilt. Die Artikel 11 bis 45 beschäftigen sich mit allgemeinen Fragen über „Die Kirche und die Berufung des Menschen“, die Artikel 46 bis 90 widmen sich wichtigen Einzelfragen.
Bereits in der ersten Fassung des Textes war der Titel einer Konstitution vorgesehen. In den folgenden (Zwischen-)Fassungen wurde auf diesen Titel jedoch verzichtet. Erst im April 1965 während der Ausarbeitungsphase durch die Gemischte Kommission wurde der Titel „Constitutio pastoralis“ vorgeschlagen. In der Generalkongregation wurde der Titel und der Anspruch des Textes diskutiert. Damit verbunden ist die Verbindlichkeit des Textes als solches. Erzbischof Gabriel-Marie Garrone wies daher darauf hin, dass der Text durchaus die Intention habe Lehraussagen zu tätigen, die das Verhältnis von Kirche und Welt betreffen. Dies hat aber auch einen pastoralen Charakter. In einer Abstimmung wurden von 541 Vätern Vorschläge zur Umbenennung eingereicht, die meisten von ihnen tendierten dem Text den Charakter einer Erklärung („declaratio“) zukommen zulassen. Insgesamt war aber die Mehrheit für die Beibehaltung des Titels Pastoralkonstitution. Damit gehört der Text zu der „zentralen Quadriga“, den vier Konstitutionen des Konzils. Zur Erklärung wurde dem ersten Artikel eine Fußnote beigefügt. Der Terminus „pastoral“ bedeute, dass „gestützt auf Prinzipien der Lehre, das Verhältnis der Kirche zur Welt und zu den Menschen von heute dargestellt wird.“ (GS 1). Im ersten Teil der Konstitution „entwickelt die Kirche ihre Lehre vom Menschen, von der Welt, in die der Mensch eingefügt ist und von ihrem Verhältnis zu beiden.“ (GS 1) Der zweite Teil wendet diese Lehre an und betrachtet konkrete Situationen und Fragen der Menschen und der heutigen Gesellschaft. So enthält der zweite Teil neben „unwandelbaren“ auch „geschichtlich bedingte Elemente“ (GS 1), was Auswirkungen auf die Deutung hat. Die Interpretation, dies legt die Bemerkung fest, ist „also nach den allgemeinen theologischen Interpretationsregeln“ zu vollziehen (GS 1). Trotz unterschiedlicher Schwerpunkte finden sich in beiden Teilen der Konstitution pastorale und dogmatische Aspekte.

## Inhalt

### Gesellschaft
Das zweite Kapitel des ersten Teils, „Die Gemeinschaft der Menschen“, knüpft an die vorhergehenden Ausführungen zur Würde des Menschen an. Damit reagiert die Kirche auf „die Zunahme der gegenseitigen Verflechtungen unter den Menschen, zu deren Entwicklung der heutige technische Fortschritt ungemein viel beiträgt“, um das gemeinschaftliche Leben mittels christlicher Hilfe zu fördern (GS 13). Im Anschluss an umfassende jüngere Dokumente (Mater et magistra, Pacem in terris) werden nur einige Schwerpunkte gesetzt.
Aus der von Gott vermittelten Würde aller Menschen folgen ihre wesentliche Gleichheit und damit ihre gleichen Grundrechte, was insbesondere ein Novum für das Verhältnis von Mann und Frau darstellt: „Da alle Menschen, über eine vernunftbegabte Seele verfügend und nach dem Bild Gottes geschaffen, dieselbe Natur und denselben Ursprung haben, und da sie, von Christus erlöst, sich derselben göttlichen Berufung und Bestimmung erfreuen, ist die grundlegende Gleichheit unter allen mehr und mehr anzuerkennen.“ (GS 29, Abs. 1) Die Konzilsväter betonen zwar, dass es Unterschiede zwischen den Menschen in Bezug auf ihre physischen Fähigkeiten und geistigen und sittlichen Kräfte gibt. Dies darf als ein Hinweis auf das komplementäre Verständnis der Geschlechter gelesen werden, wonach Gott den Menschen unterschiedliche Geschlechtscharakteristika verliehen hat. Gaudium et spes wertet im Anschluss an die Sozialenzyklika Pacem in terris die Forderung der Frauen auf rechtliche und faktische Gleichstellung mit den Männern als „Zeichen der Zeit“. Daraus ergeben sich Aussagen zur Gleichheit, die in dieser Deutlichkeit für das Lehramt der katholischen Kirche neu waren: „Jede Art von sowohl gesellschaftlicher als auch kultureller Diskriminierung in den grundlegenden Rechten der Person, (sei es) wegen des Geschlechts, der Rasse, der Farbe, der gesellschaftlichen Stellung, der Sprache oder der Religion, ist zu überwinden und zu beseitigen, da sie ja dem Ratschluss Gottes widerspricht. Es ist nämlich wahrlich zu beklagen, dass jene grundlegenden Rechte der Person noch immer nicht überall unverletzlich gewahrt werden; wenn man etwa der Frau die Möglichkeit verweigert, frei den Gatten zu wählen und den Lebensstand zu ergreifen oder zu gleicher Bildung und Kultur zu gelangen, wie sie dem Mann zuerkannt wird.“ (GS 29, Abs. 2)

### Arbeit
Das dritte Kapitel des ersten Teils, 'Das menschliche Schaffen in der Welt', benennt zunächst zwei wichtige Erkenntnisse, die die weiteren Überlegungen prägen. Zunächst die Entstehung des homo faber und die Entstehung einer „die ganze Welt umfassenden Gemeinschaft“ (GS 33). Diese Entwicklungen stellen die Menschheit vor eine Vielzahl von Fragen, die in GS 33 benannt, aber noch nicht beantwortet werden. Ziel des Dokumentes ist, in einen fruchtbaren Dialog zwischen dem „Licht der Offenbarung“ und der „Sachkenntnis aller Menschen“ Antworten zu finden.
Der Wert der menschlichen Arbeit wird betont, da sie sowohl dem eigenen Lebensunterhalt als auch dem der Gemeinschaft dient und das Werk des Schöpfers weiterentwickelt (GS 34). Moralische Fragen werden hier noch diskutiert, da zunächst der immanente Eigenwert der Arbeit betont werden sollte.

### Ehe und Familie
In GS 47–52 wird über die Bedeutung der Ehe und Familie geschrieben. Die Ehe wird als ein personales Geschehen zwischen Mann und Frau definiert, das die gegenseitige Liebe voraussetzt. In diesem Rahmen sieht die Ehe die Bereitschaft zur Zeugung von Kindern vor (vgl. GS 50).
Die Frage nach der Empfängnisverhütung wurde im Konzil auf Wunsch von Papst Paul VI. nicht abschließend behandelt, sondern die Gründung einer Kommission empfohlen, die sich eingängig mit den neuen Möglichkeiten der Geburtenregelung beschäftigen sollte (vgl. GS 51; Anm. 14). Diese Anmerkung weist auch auf ein „dynamisches Verständnis der kirchlichen Lehre“ hin, welches sich, aufgrund der neuen Möglichkeiten, erst entwickelt.

### Weitere Aussagen
- Der Mensch ist Urheber, Mittelpunkt und Ziel des wirtschaftlichen Lebens und der Kultur, denn die Würde der menschlichen Person gründet in der Gottesebenbildlichkeit.
- Die menschliche Person ist zugleich Träger und Ziel aller gesellschaftlichen Institutionen. Die Kirche weiß sich mit allen Menschen darin verbunden; daraus entwickelt sich der Auftrag im Dienst an anderen, eine humane Gesellschaft zu gestalten.
- Die Kirche braucht den offenen Dialog mit der Welt, um – lehrend wie lernend – die Zeichen der Zeit zu erkennen und ein Gemeinwohl, im weltweiten Kontext, nach Gottes Ordnung anzustreben.
- Dieses setzt die Kenntnis der Situation des Menschen in der heutigen Welt voraus, wobei die gegenwärtig starken Wandlungen zu berücksichtigen sind. Trotzdem ist die Kirche an keine besondere Form der Kultur und kein besonderes gesellschaftliches, wirtschaftliches oder politisches System gebunden, sondern eine Entität sui generis.
- Das Dokument trifft die Aussage, die Demokratie sei die Regierungsform, welche ihrer Struktur nach den Staatsbürgern die günstigsten Voraussetzungen für die Entfaltung von Initiativen und Gemeinsinn bietet. (Ein monarchisches Staatsoberhaupt steht dem nicht im Wege, wenn dieses keine autoritäre Regierungsform legitimiert). Autoritäre Staatsmodelle stützt die Kirche nicht, insbesondere dann nicht, wenn diese totalitäre Ideologien verbreiten. Daher können in konkreten Situationen auch Christen zu unterschiedlichen politischen Lösungen kommen, aber man muss im offenen Dialog zur Klärung der Fragen einen Grundkonsens (im Sinne der katholischen Soziallehre) miteinander wahren.
- Die menschliche Arbeit hat nach dem Konzilsdokument Vorrang vor allen anderen Faktoren des wirtschaftlichen Lebens. Infolgedessen hat der Staat Vorsorge gegen den Missbrauch privaten Eigentums zu treffen, wo dieses in Widerspruch zum Gemeinwohl tritt.
- Gaudium et spes billigt das Recht auf sittlich erlaubte Verteidigung, tritt aber gleichzeitig vehement für die Forderung nach einer internationalen friedenschaffenden Autorität ein: Der Krieg sei völlig zu untersagen (insbesondere GS 82).
- Den Laien ordnet die Kirche den eigenverantwortlichen Platz für die weltlichen Aufgaben und Tätigkeiten zu; ihnen obliegt die Aufgabe, dem bürgerlichen Leben das Gebot Gottes einzuprägen.

## Rezeption
Joseph Ratzinger attestierte dem Text von Gaudium et spes einen „erstaunlichen Optimismus“. Er schrieb 1975:

„Wenn man nach einer Gesamtdiagnose für den Text sucht, könnte man sagen, daß er [...] eine Revision des Syllabus Pius' IX., eine Art Gegensyllabus darstellt [...] und insofern den Versuch einer offiziellen Versöhnung der Kirche mit der seit 1789 gewordenen neuen Zeit darstellt.“

Fortgeführt wurden die Aussagen der Konstitution durch das Lehramt in den Schreiben Papst Pauls VI., Populorum progressio und Octogesima adveniens, und in etlichen Lehraussagen von Papst Johannes Paul II. Dieser hatte bereits mit seiner Antrittsenzyklika Redemptor hominis von 1979 den integralen Humanismus zum Leitbild seines Pontifikats erklärt.
In der Rezeption von Gaudium et spes wird betont, dass die Pastoralkonstitution mit der Feststellung anthropologischer Unterschiede keine Verletzung der Würde oder eine Einschränkung von Grundrechten legitimiere. Dies werde mit ihrem expliziten Diskriminierungsverbot (GS 29) deutlich. Insofern berufen sich darauf auch diejenigen, die sich für die Frauenordination einsetzen. Im Geiste von GS sei die Folgerung unabweisbar, dass auch die innerkirchliche Diskriminierung zu verurteilen sei und der Ausschluss der Frauen vom Priesteramt „dem Plan Gottes widerspricht“.